# Њу Бостон (Охајо)
Њу Бостон (енгл. New Boston) град је у америчкој савезној држави Охајо.

## Демографија
По попису из 2010. године број становника је 2.272, што је 68 (-2,9%) становника мање него 2000. године.
| Група             | 2000.         | 2010.         |
| Белци             | 2.278 (97,4%) | 2.169 (95,5%) |
| Афроамериканци    | 3 (0,1%)      | 25 (1,1%)     |
| Азијати           | 2 (0,1%)      | 6 (0,3%)      |
| Хиспаноамериканци | 15 (0,6%)     | 20 (0,9%)     |
| Укупно            | 2.340         | 2.272         |